# Загибель Землі

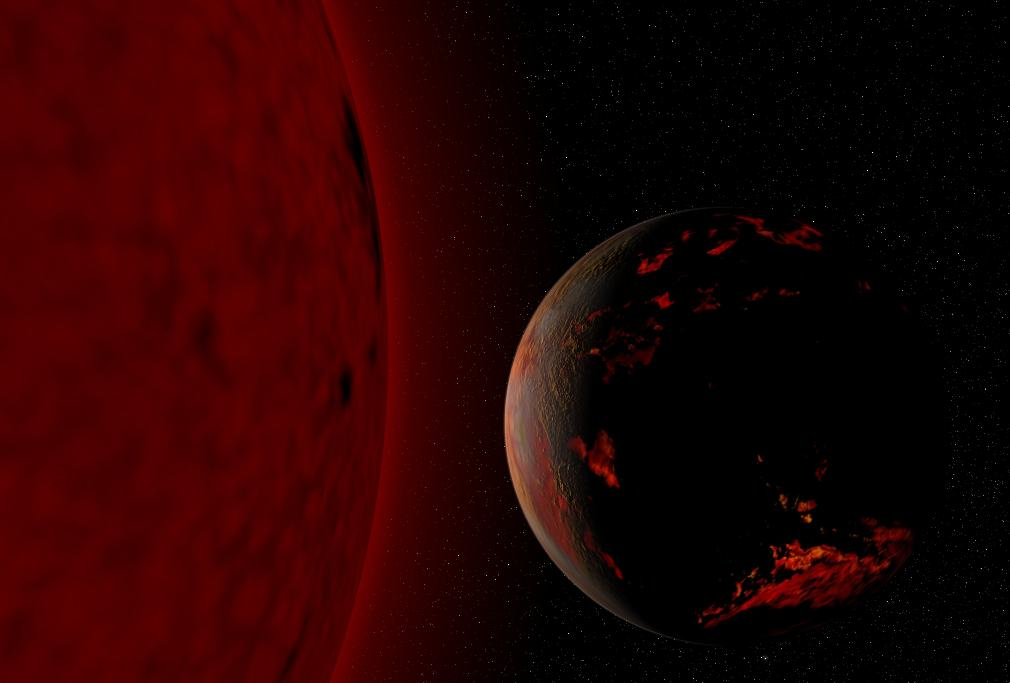
Загибель Землі через декілька мільярдів років, коли Сонце стане червоним гігантом

«Загибель Землі» (фр. La Mort de la Terre) — науково-фантастичний роман-катастрофа бельгійського та французького письменника Жозефа Роні-старшого, вперше виданий у 1910 році.

## Сюжет
У віддаленому майбутньому через надмірну експлуатацію Земля перетворилася на величезну, суху пустелю. Невеликі спільноти майбутніх людей, частково пристосовані до жорсткого клімату, виживають, об'єднані вебпрограмою «Великий планетарій». У деяких суспільствах обмежується право на народження дітей та заохочується евтаназія. Припаси для виживання людини стрімко зменшуються, окрім ремонтних матеріалів, залишки запасів води не виходять на поверхню або їх важко знайти. Поряд з якими ледь вивченою формою життя — «феромагнеталі» («les ferromagnétaux») — почали розвиватися і поширюватися як по всій поверхні, так і під поверхнею Землі. Вони процвітають на руїнах людської цивілізації.
Розповідь стосується, головним чином, групи людей під керівництвом Тарга, який на початку історії є «наглядачем» («veilleur») Великого Планетарія.